# Mycetodiplosis boleti
Mycetodiplosis boleti är en tvåvingeart som först beskrevs av Jean-Jacques Kieffer 1909.  Mycetodiplosis boleti ingår i släktet Mycetodiplosis och familjen gallmyggor.
Artens utbredningsområde är Frankrike. Inga underarter finns listade i Catalogue of Life.